# Fenollet (Sant Bartomeu del Grau)
Fenollet, o Fonollet, és un mas del municipi de Sant Bartomeu del Grau (Osona). La seva església romànica de Sant Jaume de Fenollet està protegida com a bé cultural d'interès local.

## Masia
És una casa de petites dimensions situada davant la façana de migdia de Sant Jaume de Fenollet. Està molt modificada i és coberta amb teulada a dues vessants.
L'antiga façana principal és orientada a nord-est. Hi ha dues voltes a la planta baixa, una tapada i l'altra reformada. Hi ha també dues finestres amb pedra treballada i damunt una galeria amb barana de fusta.
Davant la casa i a mà dreta hi ha les corts, ara sense funció. Les altres façanes també tenen algunes finestres de pedra treballada. La casa he estat reformada, aconseguint una certa harmonia però sense cuidar-se dels elements que la caracteritzaven.

## Sant Jaume de Fenollet
L'església es troba davant del mas Fenollet. És un petit edifici romànic de planta rectangular. Té un campanar d'espadanya cobert i en l'edifici que el sosté una petita finestra amb forma de creu i un antic portal ara tapiat. A la façana de migdia hi ha un bonic portal que conserva encara un forriac d'estil romànic. L'absis és amb pescues i arcuacions llombardes i té una petita finestra. L'interior si bé modificat conserva aquest clima interior propi dels edificis romànics.
És un edifici del segle xi amb similituds arquitectòniques com Sant Genís sa Devesa, sufragània d'Olost.

## Història
El nom de Fenollet surt citat en documents molt antics. Ramon Fenollet, clergue, va fundar un benefici en el claustre de la Seu de Barcelona, essent-ne patrons. Era fill de Pelegrí de Fenollet, el qual surt en diferents documents: l'any 1236 ostentava el nom de Pere Fenollet si bé el 7 d'abril de 1298, per raons desconegudes, s'anomena Pelegrí.
Sant Jaume de Fenollet sempre depengué de Sant Bartomeu del Grau. El culte i conservació d'aquesta església degué anar molt relacionada amb la masia del mateix nom, i encara avui en tenen cura, si bé el cognom de Fenollet ja s'ha perdut.